# Epimetopus angustus
Epimetopus angustus (лат.) — вид жуков рода Epimetopus из семейства Epimetopidae. Венесуэла, Панама, Перу, Эквадор.

## Описание
Водные жуки мелкого размера, вытянутой формы, слабо выпуклые. Длина тела около 1,5 мм. Голова чёрная, дорзум красный, вентер и тазики темно-коричневые, максиллярные щупики панцирные. Габитус этого вида очень похож на габитус некоторых других представителей группы E. costatus; отличается строением эдеагуса, который по общей форме несколько похож на таковой у E. burruyacu; у обоих тонкие, слегка изогнутые парамеры. E. angustus отличается от E. burruyacu тем, что парамеры длиннее по сравнению с длиной базальной части; также срединная доля уже и длиннее. Углубления передних тазиков закрытые сзади; метастернум с однообразной скульптурой, без отграниченной гладкой области. Пронотум нависает над головой в виде выступа. Усики состоят из 9 антенномеров. Глаза крупные. Лапки 5-члениковые.

## Таксономия
Вид был впервые описан в 2012 году в ходе родовой ревизии, проведённой американским колеоптерологом Филипом Перкинсом и назван E. angustus  в связи с узкими парамерами.